# جسر جرف الصخر
جسر جرف الصخر هو الجسر الرابط بين العاصمة بغداد وناحية جرف الصخر، يقع على نهر الفرات، والذي يمتد حوالي 220 متر، ويسمى محلياً باسم (جسر الفاضلية) نسبةً إلى مدينة الفاضلية الذي يربطها مع مدينة اليوسفية التابعة لمحافظة بغداد، ولكن الاسم الرسمي له هو (جسر صدام على نهر الفرات) بُني الجسر في عهد صدام حسين في الفترة بين عامي 1985 إلى 1988، وذلك بسبب توسع المباني الصناعية التابعة للتصنيع العسكري في ذلك الوقت، ليسهل عملية نقل المعدات من والى المصانع، وفُجّرَ الجسرُ أول مرة وأغلق من قبل قوات الاحتلال الأمريكي في عام 2004 بسبب الاشتباكات التي حدثت هناك مع جماعات مسلحة، وعندما سيطرَ تنظيم الدولة (داعش) على المدينة فجّروا الجسرَ لمنع تقدم القوات العراقية والحشد الشعبي من دخول المنطقة وتحريرها عام 2014.